# Haydn (cráter)
Haydn es un cráter de impacto de 251 km de diámetro del planeta Mercurio. Debe su nombre al compositor austriaco Joseph Haydn (1732-1809), y su nombre fue aprobado por la  Unión Astronómica Internacional en 1976.